# 소피의 일기
《소피의 일기》(중국어: 莎菲女士的日記)은 중국의 문학가 딩링의 1928년 작품이다.

## 작품 소개
딩링의 작품 중 지금까지 가장 널리 읽히는 그녀의 초기작이다. 이 단편소설은 '죽은 듯이 고요한 문단을 공격한 하나의 폭탄'이었다는 평가를 받을 만큼 기존의 여성에 대한 서사와 다른 독특함을 지닌다. 5·4 신문학 운동이 퇴조기로 들어섰을 무렵, 딩링은 일기 형식으로 도발적인 성욕과 냉철한 자기 객관화를 통해 전통적 성별 질서를 전복하는 '소피'라는 인물을 형상화했다. 이렇게 탄생한 '소피'는 근 한 세기 동안 서구 문화의 영향과 도시적 감수성의 산물인 '신여성'으로 독자들에게 뚜렷하게 각인되어 왔다.
일기는 '독백'과 '관찰'의 이중의 시선을 통해, 자기 분열적인 고통 끝에 자존감 있는 자아 만들기에 실패한 여성을 그렸다. 거침없이 자유를 추구하는 열정과 이를 가로막는 인습과의 힘겨루기는 소설에서 소녀의 투병이라는 상징적 행위로 구체화됐으며, 그 힘겨루기는 죽음을 마주한 극한 상태로까지 치닫는다. 다른 현대의 대표 여성 작가들인 루인, 펑위안쥔, 빙신 등이 자기 파괴적인 어두운 분위기를 통해 전통적인 색채가 다분한, 고통 받는 여성의 이미지를 묘사한 것과 비교할 때 딩링의 이 인물은 기존의 여성(다움)이라는 '관념' 자체에 도전한다. 이것이 사랑과 성의 문제를 다루면서도 딩링의 글쓰기가 다른 여성 작가들의 글쓰기와 다른 점이다.

## 서지 정보
- 김미란 역, 2009년, 지식을만드는지식 ISBN 978-89-8499-844-5